# Tusciano
Der Tusciano ist ein Fluss in Südwestitalien.

## Geografie
Der Tusciano entspringt im Süden Italiens in der Nähe des Monte Polveraccio, der zu der Bergregion der Monti Picentini gehört. Bei Olevano sul Tusciano und verläuft in westlicher Richtung im Tal des Sele. Bei Spineta Nuova fließt er schließlich in das Tyrrhenische Meer.

## Hydrologie
Das Wasser des Tusciano kommt hauptsächlich aus der Bergregion der Monti Picentini. Die durchschnittliche Wassermenge in diesem Fluss beträgt etwa 0,3 m³ pro Sekunde.